# مسافر (فیلم ۲۰۰۴)
مسافر (به هندی: Musafir) فیلمی محصول سال ۲۰۰۴ و به کارگردانی سانجی گوپتا است. در این فیلم بازیگرانی همچون آنیل کاپور، سانجی دات، سمیرا ردی، آدیتای پانچولی، ماهش مانجرکار، شاکتی کاپور، کوئنا میترا ایفای نقش کرده‌اند.